# ソリチュード・ソノール
ソリチュード・ソノール (Solitude Sonore)は、日本の作曲家、武満徹が1958年に作曲した管弦楽曲である。

## 概要
作品はNHKの委嘱により作曲され、1958年11月にNHKで放送初演された。黛敏郎に献呈された。

## 編成
オーボエとチューバを欠く3管編成にギターを加えた、変則的な編成となっている。
フルート2、バスフルート、小クラリネット、クラリネット2、バスクラリネット、ファゴット1、コントラファゴット、ホルン4、トランペット4、トロンボーン4、グロッケンシュピール、ヴィブラフォン、ハープ、チェレスタ、ギター2、弦楽合奏

## 楽曲構成
演奏時間は約5分。
♩=38-42というかなり遅いテンポ指定、Quietment, avec sonore cruelの指示がある。ただし、Quietmentはフランス語の辞書にはなく、何かの思い違いで書いたものと見られる。コーダの前にダル・セーニョの指示があるというかなり古典的な、武満には珍しい作品である。